# Jean Bart (frégate)
Pour les autres navires du même nom, voir Jean Bart (navire).
La frégate Jean Bart est une frégate de lutte antiaérienne de la classe Cassard (type F70) de la Marine nationale française, lancée en 1985 et livrée à la Marine en 1989. Son indicatif visuel est D615. Sa ville marraine est Dunkerque, ville d'origine du corsaire Jean Bart qui a donné son nom à la frégate.
À l'issue de sa mission achevée le 4 mars 2021, le Jean Bart est retiré du service en juillet 2021. Il doit être remplacé fin 2022 par la FREMM DA Lorraine, qui a été mise à l’eau à Lorient en novembre 2020. Son navire-jumeau, le Cassard, a été désarmé en 2019, remplacé en avril 2021 par la FREMM DA Alsace. Il finira durant l'été 2023, en brise lame à Port Avis, le port du DGA Essais de missiles de l'île du Levant en remplacement de l'ex-FLM Suffren.

## Armement

### Missiles Exocet MM40 Block 2
Le Jean Bart embarque huit missiles Exocet MM40 Block 2 placés au milieu du navire.

### Missiles Mistral
La frégate possède deux systèmes SADRAL de 6 missiles chacun.

### Missiles Tartar/SM-1
L'armement antiaérien principal d'origine de la frégate est le système Tartar avec 40 missiles. Il a été remplacé dans les années 1990 par le RIM-66 SM-1MR fonctionnant sur le système Tartar également modernisé.

### Autres armements
- 1 tourelle de 100 mm antiaérienne Mle 68
- 2 canons simples automatiques de 20 mm F2
- 5 mitrailleuses 12,7 mm
- 2 catapultes fixes pour torpilles anti-sous-marines MU90

### Aéronef
1 hélicoptère Panther AS-565

## Électronique

### Radars du système Tartar
- Le radar tridimensionnel DRBJ-11 B installé en 1991 permettait la détection et la désignation des cibles. Il a été remplacé en mars/avril 2012 par le SMART-S Mk2 conçu par Thales, pour assurer à la fois la surveillance aérienne et de surface à longue et à courte portée, y compris en zone littorale. Ce radar 3D, dont le Jean Bart est le premier navire français équipé, est capable de détecter et poursuivre 500 cibles. Il affiche une portée de 150 mètres à 250 kilomètres pour la détection de mobiles de surface et d'aéronefs et de d'une cinquantaine de kilomètres face aux missiles, dont les engins très rapides et très manœuvrants. Ses nouvelles capacités de détection lui permettront de rester efficace jusqu'en 2022.
- 2 radars SPG-51 C : radars de traque et d'illumination de cible

### Autres systèmes électroniques

#### Détection
- 1 radar THALES SMART-S Mk2 : radar de veille
- 1 radar de veille-air lointaine DRBV-26C
- 2 radars CONSILIUM depuis mars 2012 : radar de navigation
- 1 sonar DUBV-24 C : sonar de coque

Dans le cadre du marché ACORES notifié par la DGA, la société RTsys met à niveau à partir de l’été 2017 les sonars analogiques des frégates Primauget, La Motte-Picquet et Latouche-Tréville et de la frégate Jean-Bart. Le signal reçu par le sonar est soumis  à un traitement numérique, sans modifier ses émetteurs et transducteurs. Le traitement numérisé du signal améliore les possibilités de détection et d'identification et l'interface fournit une capacité d'alerte anti-torpille.
- 1 système de veille Ir DIBV-2 A : infrarouge
- 1 bruiteur remorqué SLQ-25 Nixie
- 1 sonar remorqué TACAN : SRN-6

#### Guerre électronique
- 2 brouilleurs ARBB-33
- 1 détecteur ARBR-17
- 2 lance-leurres Dagaie
- 2 lance-leurres Sagaie
- 1 intercepteur radio SAIGON

#### Transmission
- Transmission : système Syracuse, Inmarsat
- 1 système de direction de combat SENIT 6/8 (équipement multi-liaisons Liaison 11 et Liaison 16)

#### Autres
- 1 radar DRBC-33 A : radar de tir du canon de 100 mm
- Système d'aide au commandement SEAO/OPSMER
- Système numérisé de conduite de la propulsion (SNCDE : Système Numérisé de Centralisation des Données Énergie)
- Système numérisé de transmissions intérieures (SNTI)
- Système de navigation inertielle IXBLUE MARINS
- Système de navigation en passerelle IXBLUE SENIN

## Carrière opérationnelle

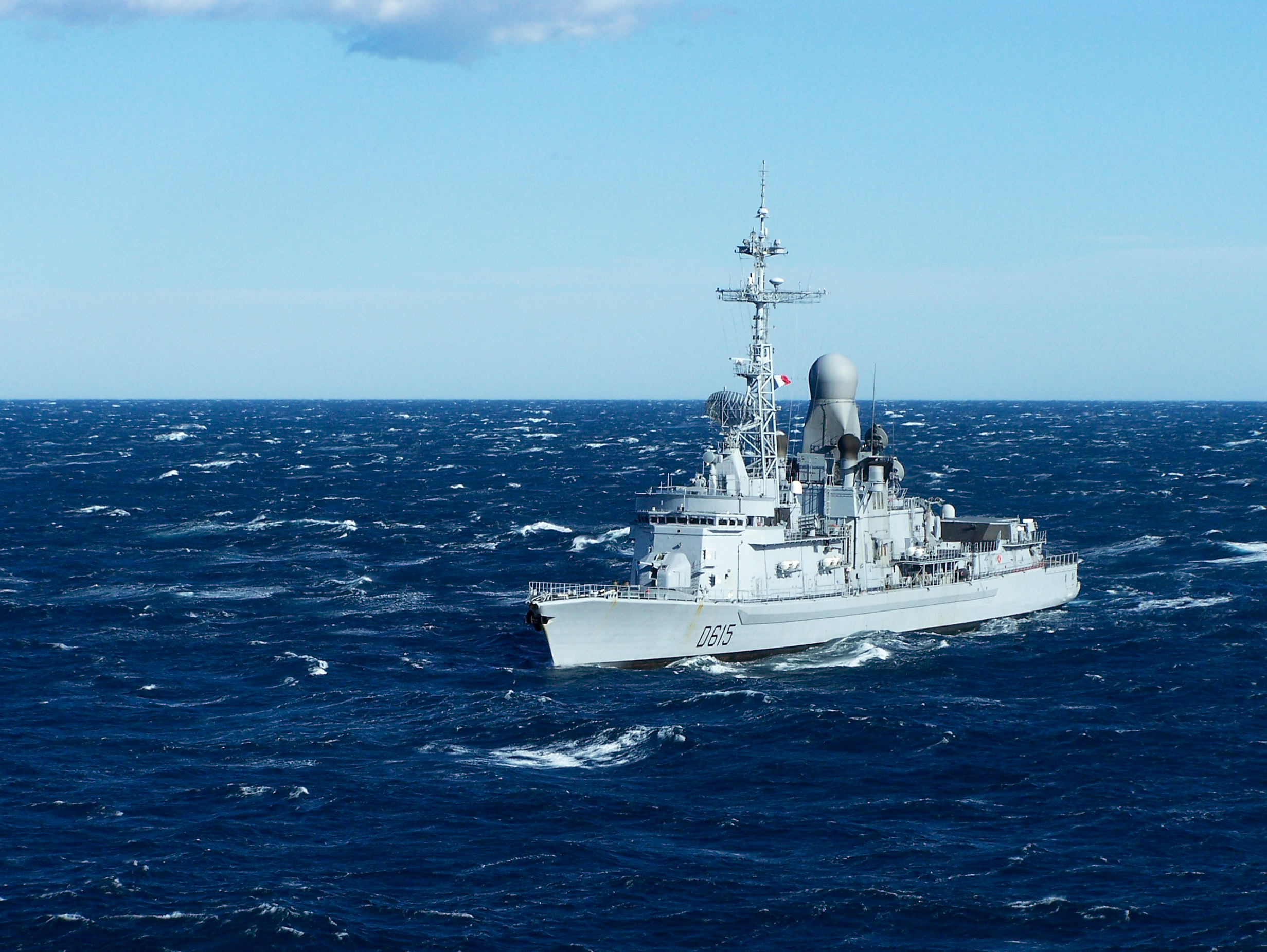
Le Jean Bart à la mer

Entré en service en 1991.

### 2001: opération Héraclès
Après les attentats du 11 septembre 2001, la frégate participe à la protection du porte-avions Charles de Gaulle dans le cadre de l'intervention en Afghanistan.

### 2004: opération Agapanthe
De février à juin 2004, la frégate navigue dans l'océan Indien.

### 2006: opération Baliste
La frégate a évacué 270 personnes du Liban.

### 2011: opération Harmattan
La frégate participe à l'action de soutien contre le colonel Khadafi à partir du 11 mars au large de la Libye. Elle a accroché sa conduite de tir sur MiG-23, et engagé son SM1 sur un hélicoptère, dans la zone de Misrata. Le missile n'a pas détruit sa cible du fait du risque de dommages collatéraux prévisibles. Un contrôleur aérien du navire a également guidé un Rafale de l'Armée de l'air vers une interception qui n'a pas abouti, sans doute pour les mêmes raisons. La frégate a tiré plus de 250 coups de 100 mm sur des cibles à terre.

### 2014: opération Chammal
À la suite de l'annonce d'un renforcement des moyens engagés dans la guerre contre l'État islamique, on annonce qu'elle sera déployée dans le golfe Persique. Elle arrive et commence sa mission le 23 octobre. Lors de cette mission, 40 personnels de son équipage ont reçu les décorations Achievement Medal et Commendation Medal des mains du commandant des escorteurs du Carrier Strike Group One.

### 2015: indisponibilité pour entretien
Un arrêt technique de six mois pour modernisation est prévu cette année-là.

### 2016-2018: opération Chammal au Levant
Du 7 mars au 27 mai 2016, la frégate est déployée au Levant dans le cadre de l'opération Chammal de lutte contre Daech. Elle contribue à la permanence de la France dans la région en assurant les fonctions « connaissance et anticipation ».
Elle est à nouveau déployée en février-mars 2018.

### 2019-2020
Le Jean Bart appareille le 31 juillet 2019 pour un déploiement de quatre mois en Méditerranée orientale, en mer Rouge, puis dans l'océan Indien pour lutter contre les trafics maritimes finançant le terrorisme (saisie d'un boutre avec une centaine de kilos d'héroïne) ainsi que sécuriser le détroit d'Ormuz (trente patrouilles dans le cadre d'un regain de tensions entre l'Iran, les États-Unis et le Royaume-Uni) et de Bab-el-Mandeb.
Prenant le relais de la frégate légère Aconit, le Jean Bart est engagé en mai 2020 dans l'opération Irini en Méditerranée centrale visant à faire respecter l'embargo sur les armes imposé à la Libye en respect de la résolution 2510 votée par le Conseil de sécurité de l'ONU en février 2020.

### 2021
En mars 2021, la France a proposé à la Grèce de lui faire don des frégates Latouche-Tréville et Jean Bart si elle achète 4  frégates de défense et d’intervention (FDI) "Belh@rran" à la société Naval Group dans le cadre de son projet de modernisation.  

Le 31 août 2021, le Jean Bart est retiré du service pour être définitivement désarmé.

## Distinctions
Commandée par le capitaine de vaisseau de Jerphanion, son fanion est décoré de la croix de la valeur militaire avec palme en 2011 pour ses actions au feu durant l'opération Harmattan en Libye.
En 2012, le Jean Bart a reçu le prix de l'association Old Crows (AOC) distingueant  chaque année un bâtiment de l'OTAN ayant particulièrement montré ses capacités en matière de guerre électronique dans le cadre de son action en Libye.